# 布拉德利章克申 (佛羅里達州)
布拉德利章克申（英語：Bradley Junction）是位於美國佛羅里達州波爾克縣的一個人口普查指定地區。

## 地理
布拉德利章克申的座標為27°47′43″N 81°58′49″W / 27.79528°N 81.98028°W，而該地最高點為海拔高度42米（即138英尺）。

## 人口
根據2010年美國人口普查的數據，布拉德利章克申的面積為5.57平方千米，當中陸地面積為5.46平方千米，而水域面積為0.11平方千米。當地共有人口686人，而人口密度為每平方千米123人。